# Chenières
Chenières – miejscowość i gmina we Francji, w regionie Grand Est, w departamencie Meurthe i Mozela.
Według danych na rok 1990 gminę zamieszkiwało 512 osób, a gęstość zaludnienia wynosiła 60 osób/km² (wśród 2335 gmin Lotaryngii Chenières plasuje się na 584. miejscu pod względem liczby ludności, natomiast pod względem powierzchni na miejscu 706.).

## Galeria

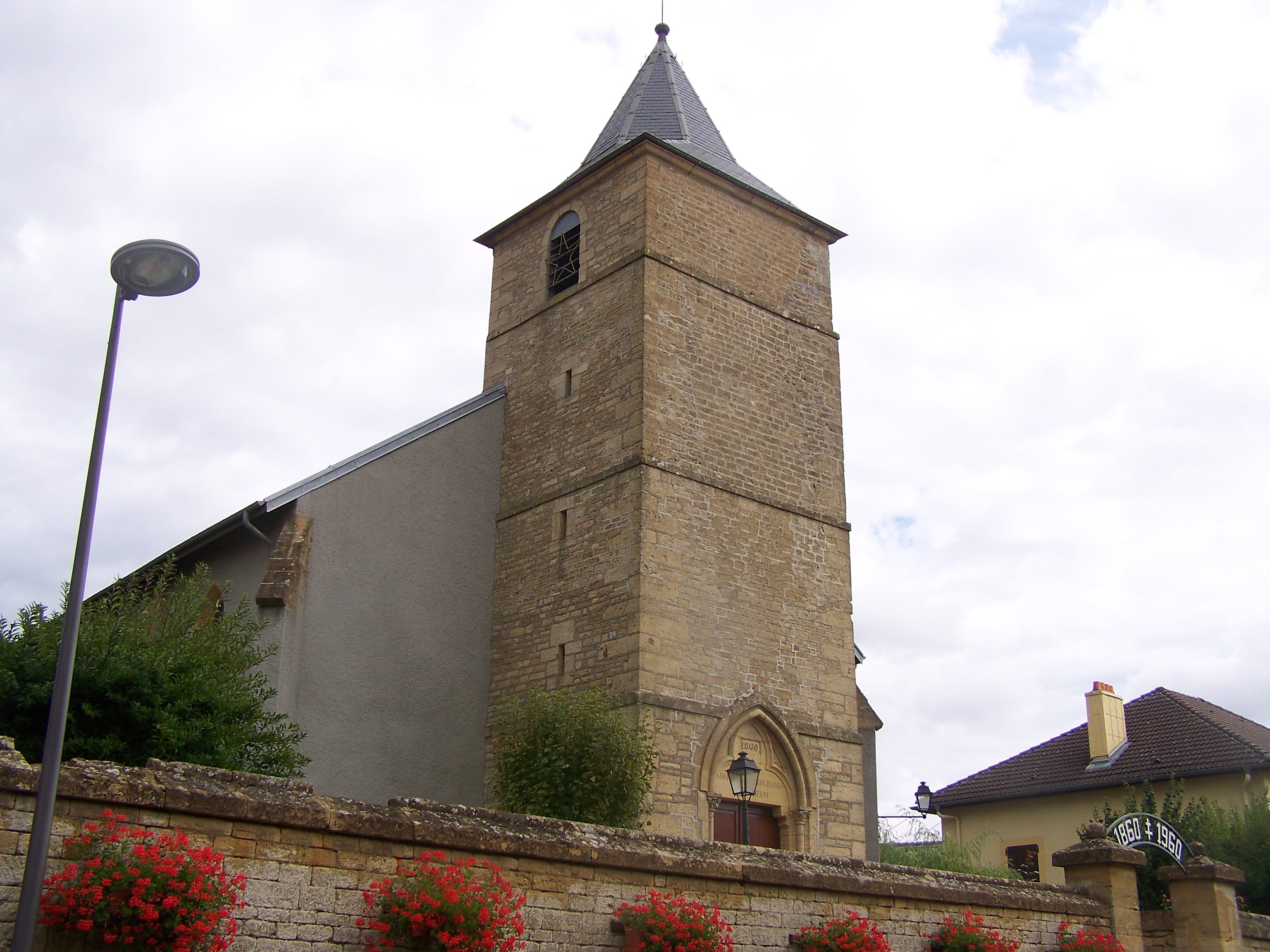
Kościół w Chenières (2011)
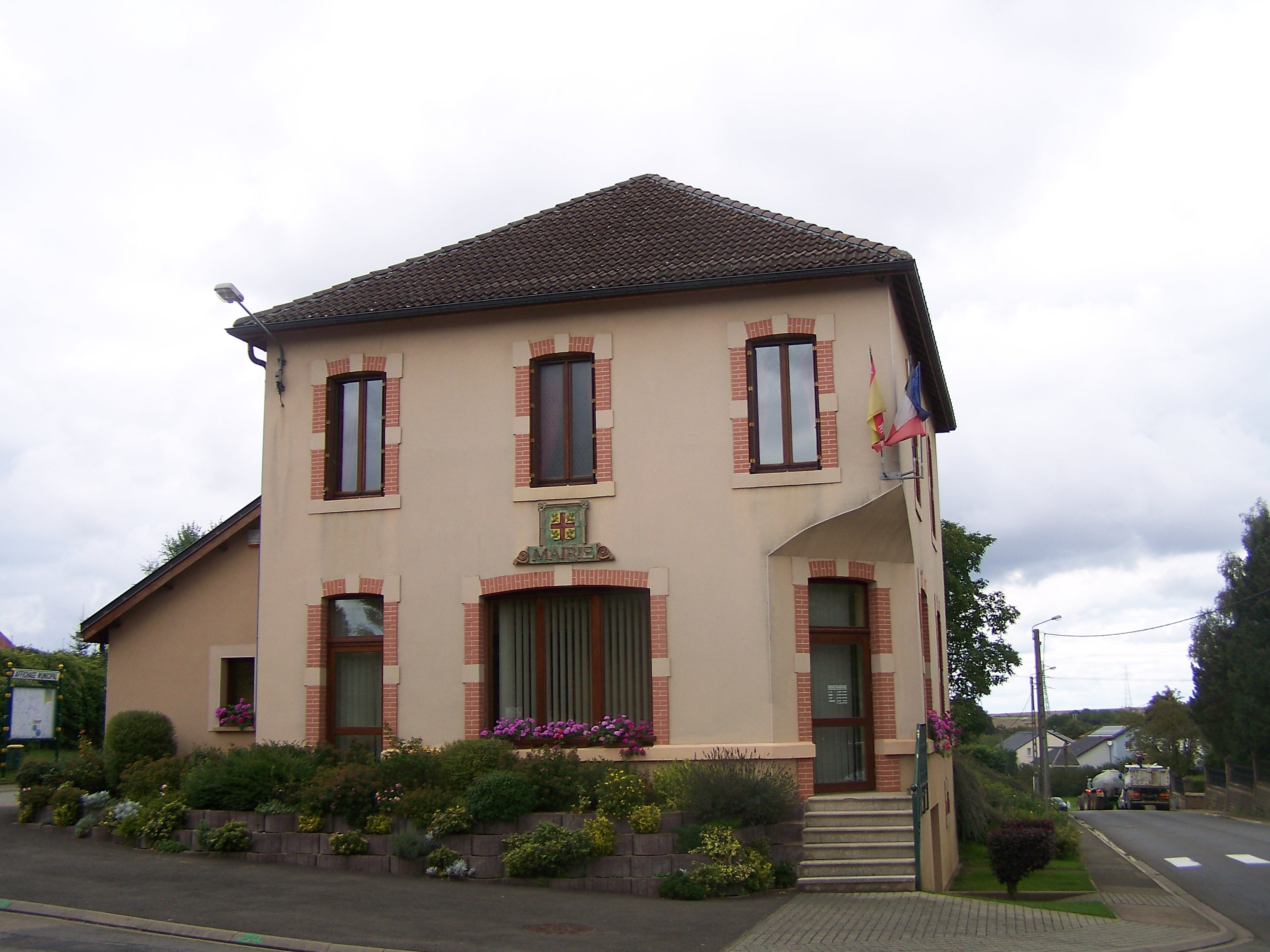
Merostwo (2011)
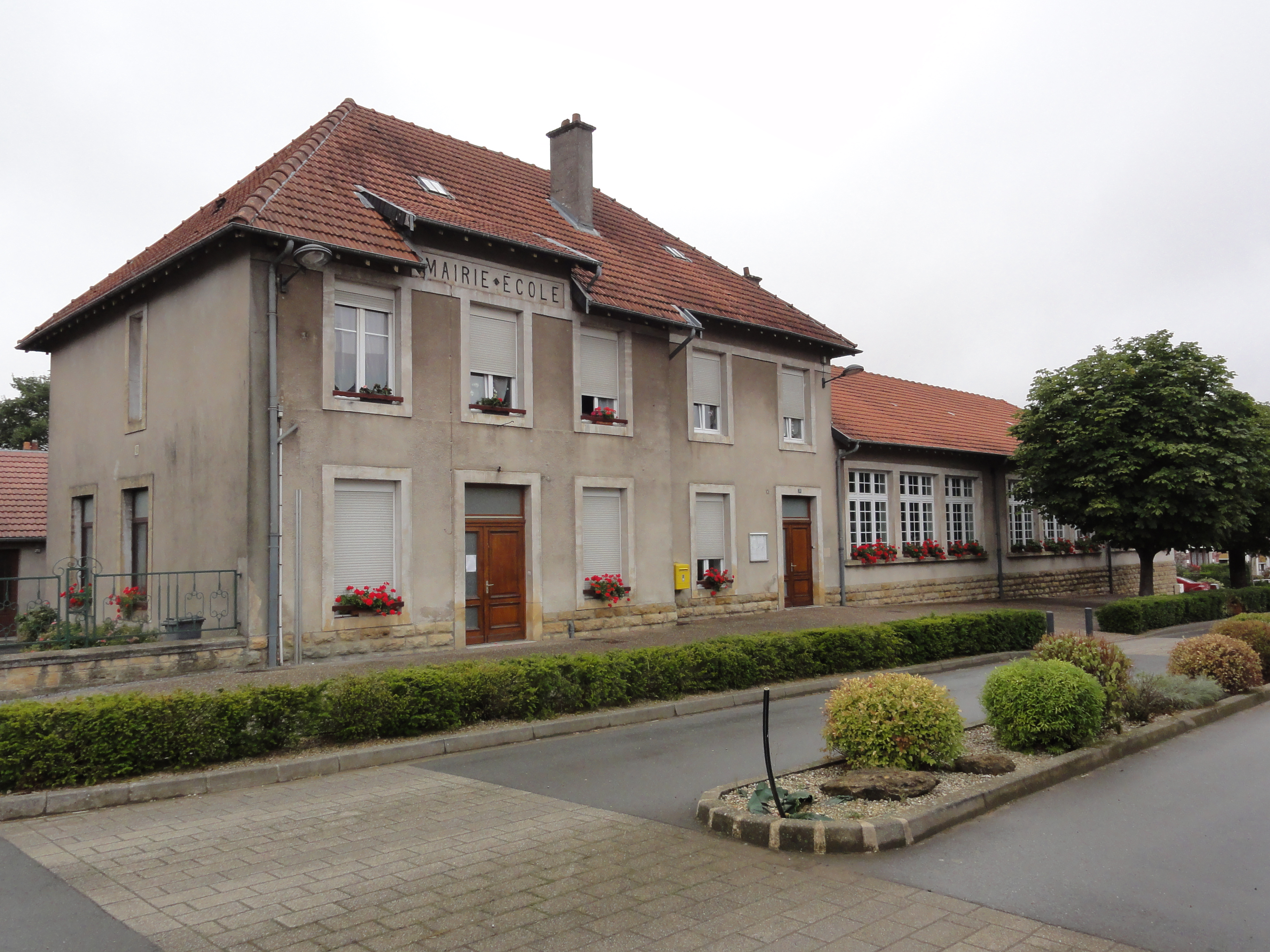
Szkoła (2015)

## Populacja

Populacja Chenières w latach 1962–2008